# Ludwig Büchner
Ludwig Friedrich Büchner, Pseudonym: Karl Ludwig (* 29. März 1824 in Darmstadt; † 1. Mai 1899 ebenda), eigentlich Friedrich Karl Christian Ludwig Büchner, war Arzt, Naturwissenschaftler und Philosoph. Im Materialismusstreit war Büchner neben Carl Vogt und Jakob Moleschott einer der fruchtbarsten und erfolgreichsten Vertreter des (extremen) naturwissenschaftlichen Materialismus. Er wirkte an der Verbreitung des Darwinismus mit. Ludwig Büchner war ein Bruder von Georg Büchner.
Nach seinem Rufnamen wurde Ludwig Büchner Louis genannt, was gelegentlich zu Verwechslungen führt: Sowohl sein älterer Bruder Wilhelm Büchner wie auch sein jüngerer Bruder Alexander Büchner – er lebte nach 1855 in Frankreich – trugen als zweiten Vornamen den Namen Ludwig, den ständigen Vornamen hessischer Landgrafen und Großherzöge.

Ludwig Büchner

## Leben
Ludwig Büchner war Sohn des Arztes Ernst Karl Büchner (1786–1861) und seiner Frau Louise Caroline geborene Reuß (1781–1858). Er war ein jüngerer Bruder des Dichters Georg Büchner (1813–1837), dessen Nachgelassene Schriften er als Erster anonym herausgab, außerdem Bruder von Mathilde (1815–1888), Luise (1821–1877), Schriftstellerin und Frauenrechtlerin, Wilhelm Ludwig (1816–1892), Fabrikant und Politiker und Alexander (1827–1904), Professor für Literaturgeschichte.
Ludwig Büchner studierte in Gießen, wo er 1844 Mitgründer der Alten Gießener Burschenschaft Allemannia wurde, Straßburg, Würzburg und Wien Medizin und Philosophie. Er wurde 1848 zum Doktor der Medizin promoviert und arbeitete anschließend als Praktischer Arzt in Darmstadt. 1852 wurde er Assistenzarzt an der Universität Tübingen, wo er sich 1854 in Gerichtlicher Medizin habilitierte. Büchner veröffentlichte zahlreiche naturwissenschaftlich-philosophische Schriften. Noch während seiner Promotionszeit hatte er an der 1848er-Revolution teilgenommen und 1855 wurde ihm nach der Publikation von Kraft und Stoff die Lehrbefugnis in Tübingen entzogen, so dass er nach Darmstadt zurückkehren musste, um dort wieder als praktischer Arzt seinen Lebensunterhalt zu verdienen.
1860 heiratete Louis Büchner seine Frau (Karoline Georgine) Sophie, geborene Thomas (1836–1920), die Tochter des Schriftstellers und Juristen Dr. Georg Christian Thomas und seiner Frau Caroline geborene Henkelmann. Aus der Ehe ist der Sohn Georg (1862–1944, Politiker) hervorgegangen.
1881 gründete Büchner zusammen mit Wilhelm Liebknecht und anderen den Deutschen Freidenkerbund und war Mitinitiator des noch heute bestehenden Freien deutschen Hochstifts in Frankfurt am Main.
Das Grab von Ludwig Büchner befindet sich auf dem Alten Friedhof von Darmstadt (Grabstelle: I S 17).

## Werk
Geistesgeschichtlich bedeutete der büchnersche Materialismus die Ablösung der Philosophie durch einen weltanschaulichen Überbau, der nach dem Vergessen der spekulativen Systeme in der zweiten Hälfte des 19. Jahrhunderts auf den sich entfaltenden Naturwissenschaften errichtet wurde. Büchner popularisierte naturwissenschaftliche Forschungsergebnisse. So propagierte er  die Evolutionstheorie von Charles Darwin und eine mechanistische Vererbungslehre. Zugleich versuchte er sich immer wieder an systematischen Darstellungen seiner Theorie einer „natürlichen“, d. h. mechanistisch-materialistischen Weltordnung.
Für Büchner sind „Denken und Sein ebenso unzertrennlich wie Kraft und Stoff oder Geist und Materie“; deshalb sei „nichts klarer, als dass, so hoch differenziert und eigentümlich auch die Charaktere des Lebens sein mögen, dieselben doch nichts mehr und nichts weniger sind, als Bewegungen der unter eigentümliche und hochspezialisierte Bedingungen gebrachten gewöhnlichen Materie“. Das „große Welträtsel“ zu lösen, ist Büchner zufolge der eigene Materialismus außerstande: „Auch wird dieses Welträtsel von dem menschlichen Verstande niemals gelöst werden, da dieser die ihm von Natur und Erfahrung gesteckten Grenzen von Zeit, Raum und Kausalität, die das Weltall als solches nicht kennt, nicht zu überspringen vermag.“ Von Büchners späteren Schriften sind denn auch mehrere dem Verhältnis der Naturwissenschaften zu religiösen Fragen gewidmet.

## Rezeption
Kraft und Stoff war mit 21 deutschen Auflagen innerhalb von nur fünfzig Jahren und zahlreichen Übersetzungen in andere Sprachen ein für seine Zeit ungewöhnlich erfolgreicher Bestseller.
Unter anderem stellt Büchner die Institution des Staates in Frage und fordert öffentlich dazu auf, zu rebellieren.
Die marxistische Haltung zum Werk Büchners ist uneinheitlich. Während Friedrich Engels ihn als Vertreter des „Reiseprediger-Materialismus“ abkanzelte, bezeichnete Franz Mehring sein Wirken als einen „frischen Windstoß“ in der sich nach 1848 formierenden Reaktion.
Besondere Bedeutung hat Ludwig Büchner für die Geistesgeschichte des Nahen Ostens, da dort der Darwinismus wie auch der Materialismus durch die französischen Übersetzungen seiner Werke bekannt wurde. 1884 erschien eine Übersetzung von Büchners Buch Sechs Vorlesungen über die Darwin’sche Theorie … im Arabischen. Stark von ihm beeinflusst waren zum Beispiel der kurdischstämmige osmanische Publizist Abdullah Cevdet und Schiblī Schumayyil, ein in Ägypten wirkender, aus Syrien stammender Autor christlicher Herkunft.

## Politik
1884 bis 1890 war Ludwig Büchner für die Freisinnige Partei Mitglied der zweiten Kammer der Landstände des Großherzogtums Hessen. Er wurde für den Wahlbezirk Rheinhessen 9/Ober-Ingelheim gewählt.

## Schriften
- Kraft und Stoff. Empirisch-naturphilosophische Studien. In allgemein-verständlicher Darstellung. Meidinger, Frankfurt am Main 1855, Digitalisat und Volltext im Deutschen Textarchiv
- Physiologische Bilder. 2 Bände. Thomas, Leipzig 1861–1875
- Aus Natur und Wissenschaft. Studien, Kritiken und Abhandlungen. Thomas, Leipzig 1862
- Natur und Geist. 2. Aufl. Leipzig 1865
- Sechs Vorlesungen über die Darwin’sche Theorie von der Verwandlung der Arten und die erste Entstehung der Organismenwelt. Sowie über die Anwendung der Umwandlungstheorie auf den Menschen, das Verhältniß dieser Theorie zur Lehre vom Fortschritt und den Zusammenhang derselben mit der materialistischen Philosophie der Vergangenheit und Gegenwart. In allgemein verständlicher Darstellung. Thomas, Leipzig 1868, Digitalisat
- Die Stellung des Menschen in der Natur in Vergangenheit, Gegenwart und Zukunft oder: Woher kommen wir? Wer sind wir? Wohin gehen wir? Allgemein verständlicher Text mit zahlreichen wissenschaftlichen Erläuterungen und Anmerkungen. Thomas, Leipzig 1869, Digitalisat
- Der Gottes-Begriff und dessen Bedeutung in der Gegenwart. Thomas, Leipzig 1874
- Aus dem Geistesleben der Thiere oder Staaten und Thaten der Kleinen. 3. Aufl., Thomas, Leipzig 1880
- Liebe und Liebesleben in der Tierwelt. 2. Aufl., Berlin 1885
- Ueber religiöse und wissenschaftliche Weltanschauung. Ein historisch-kritischer Versuch. Thomas, Leipzig 1887
- Die Macht der Vererbung und ihr Einfluß auf den moralischen und geistigen Fortschritt der Menschheit. Darwinistische Schriften, Heft 12, Ernst Günther, Leipzig 1882 (Digitalisat)
- Der neue Hamlet. Poesie und Prosa aus den Papieren eines verstorbenen Pessimisten. Roth, Gießen 1885
- Das künftige Leben und die moderne Wissenschaft. Leipzig 1889
- Fremdes und Eignes aus dem geistigen Leben der Gegenwart. Spohr, Leipzig 1890
- Am Sterbelager des Jahrhunderts. Blicke eines freien Denkers aus der Zeit in die Zeit. Roth, Gießen 1898.
- Das Buch vom langen Leben. Oder die Lehre von der Dauer und Erhaltung des Lebens (Makrobiotik). Spohr, Leipzig 1892
- Darwinismus und Sozialismus oder Der Kampf um das Dasein und die moderne Gesellschaft. Darwinistische Schriften, Heft 19, Ernst Günther, Leipzig 1894 (Digitalisat)
- Im Dienste der Wahrheit. Ausgewählte Aufsätze aus Natur und Wissenschaft. Mit Biographie des Verf. von Alex Büchner. Roth, Giessen 1900, Digitalisat
- Kaleidoskop. Skizzen und Aufsätze aus Natur und Menschenleben. Roth, Gießen 1901